# Адмір Телі
Адмір Телі (алб. Admir Teli, нар. 2 червня 1981, Шкодер) — албанський футболіст, захисник клубу «Карабах».
Значну частину кар'єри провів на батьківщині за клуб «Влазнія», а також у азербайджанському «Карабаху», вигравши з обома клубами національний чемпіонат, кубок та суперкубок. Виступав за національну збірну Албанії.

## Клубна кар'єра
Народився 2 червня 1981 року в місті Шкодер. Вихованець футбольної школи клубу «Влазнія». Дорослу футбольну кар'єру розпочав 2000 року в основній команді того ж клубу, в якій виступав (з невеликими перервами на оренди в «Ельбасані» та «Тирану») до літа 2008 року, взявши участь у 175 матчах чемпіонату.
Згодом з 2005 по 2009 рік грав у складі команд клубів «Ельбасані», «Влазнія», «Тирана», «Влазнія» та «Хасеттепе». За цей час футболіст з командою встиг стати Чемпіоном та володарем Суперкубка Албанії 2001 року, а також переможцем національного кубка у 2008 році.
Влітку 2008 року перебрався до турецького «Хасеттепе», де провів півроку, після чого підписав контракт з азербайджанським «Карабахом». В тому ж сезоні Телі допоміг команді стати володарем Кубка Азербайджану. 2014 року разом з командою вперше в історії виграв чемпіонат Азербайджану, а у вересні того ж року привів команду до першої перемоги в національному Суперкубку.
Всього встиг відіграти за команду з Агдама 157 матчів в національному чемпіонаті.

## Виступи за збірні
2002 року залучався до складу молодіжної збірної Албанії. На молодіжному рівні зіграв у 4 офіційних матчах.
2006 року дебютував в офіційних матчах у складі національної збірної Албанії. Всього провів у формі головної команди країни 19 матчів.
| Дата       | Місто          | Господарі          | Результат | Гості              | Турнір            | Голи | Примітки     |
| ---------- | -------------- | ------------------ | --------- | ------------------ | ----------------- | ---- | ------------ |
| 22-3-2006  | Тирана         | Албанія            | 0 – 0     | Грузія             | товариський матч  | -    | 45'          |
| 20-8-2008  | Шкодер (місто) | Албанія            | 2 – 0     | Ліхтенштейн        | товариський матч  | -    |              |
| 6-9-2008   | Тирана         | Албанія            | 0 – 0     | Швеція             | Відбір до ЧС 2010 | -    | 82'          |
| 15-10-2008 | Лісабон        | Португалія         | 0 – 0     | Албанія            | Відбір до ЧС 2010 | -    | 24' 36', 42' |
| 10-6-2009  | Тирана         | Албанія            | 1 – 1     | Грузія             | товариський матч  | -    | 80'          |
| 12-10-2010 | Анталья        | Білорусь           | 2 – 0     | Албанія            | Відбір до ЧЄ 2012 | -    |              |
| 17-11-2010 | Тирана         | Албанія            | 0 – 0     | Північна Македонія | товариський матч  | -    |              |
| 9-2-2011   | Тирана         | Албанія            | 1 – 2     | Словенія           | товариський матч  | -    |              |
| 26-3-2011  | Тирана         | Албанія            | 1 – 0     | Білорусь           | Відбір до ЧЄ 2012 | -    |              |
| 10-8-2011  | Тирана         | Албанія            | 3 – 2     | Чорногорія         | товариський матч  | -    | 60'          |
| 2-9-2011   | Тирана         | Албанія            | 1 – 2     | Франція            | Відбір до ЧЄ 2012 | -    | 36'          |
| 6-9-2011   | Люксембург     | Люксембург         | 2 – 1     | Албанія            | Відбір до ЧЄ 2012 | -    | 35'          |
| 11-10-2011 | Тирана         | Албанія            | 1 – 1     | Румунія            | Відбір до ЧЄ 2012 | -    |              |
| 11-11-2011 | Тирана         | Албанія            | 0 – 1     | Азербайджан        | товариський матч  | -    |              |
| 15-11-2011 | Скоп'є         | Північна Македонія | 0 – 0     | Албанія            | товариський матч  | -    |              |
| 7-6-2013   | Тирана         | Албанія            | 1 – 1     | Норвегія           | Відбір до ЧС 2014 | -    |              |
| 14-8-2013  | Тирана         | Албанія            | 2 – 0     | Вірменія           | товариський матч  | -    | 45'          |
| 6-9-2013   | Любляна        | Словенія           | 1 – 0     | Албанія            | Відбір до ЧС 2014 | -    |              |
| 10-9-2013  | Рейк'явік      | Ісландія           | 2 – 1     | Албанія            | Відбір до ЧС 2014 | -    | 77'          |
| Усього     |                | Матчів             | 19        |                    | Голів             | 0    |              |

## Титули і досягнення

### Албанія
- Чемпіон Албанії (1):

«Влазнія»: 2000-01
- Володар Кубка Албанії (1):

«Влазнія»: 2007-08
- Володар Суперкубка Албанії (1):

«Влазнія»: 2001

### Азербайджан
- Чемпіон Азербайджану (1):

«Карабах»: 2013-14
- Володар Кубка Азербайджану (1):

«Карабах»: 2008-09
- Володар Суперкубка Азербайджану (1):

«Карабах»: 2014